# Woldstedtius garitai
Woldstedtius garitai är en stekelart som beskrevs av Ian D. Gauld och Paul E. Hanson 1997. Woldstedtius garitai ingår i släktet Woldstedtius och familjen brokparasitsteklar. Inga underarter finns listade i Catalogue of Life.